# Gornja Bukovica, Šavnik
Gornja Bukovica este un sat din comuna Šavnik, Muntenegru. Conform datelor de la recensământul din 2003, localitatea are 134 de locuitori (la recensământul din 1991 erau 131 de locuitori).

## Demografie
În satul Gornja Bukovica locuiesc 98 de persoane adulte, iar vârsta medie a populației este de 39,1 de ani (35,8 la bărbați și 41,9 la femei). În localitate sunt 38 de gospodării, iar numărul mediu de membri în gospodărie este de 3,53.
Populația localității este foarte eterogenă.
|  |

| Demografie | Demografie | Demografie |
| An         | Locuitori  | Locuitori  |
| ---------- | ---------- | ---------- |
|            |            |            |
|            |            |            |
|            |            |            |
|            |            |            |
| 1948       | 381        |            |
| 1953       | 395        |            |
| 1961       | 379        |            |
| 1971       | 361        |            |
| 1981       | 214        |            |
| 1991       | 131        | 130        |
| 2003       | 134        | 134        |

| \| Componența etnică conform recensământului din 2003[2] \| Componența etnică conform recensământului din 2003[2] \| Componența etnică conform recensământului din 2003[2] \| Componența etnică conform recensământului din 2003[2] \| Componența etnică conform recensământului din 2003[2] \| \| ----------------------------------------------------- \| ----------------------------------------------------- \| ----------------------------------------------------- \| ----------------------------------------------------- \| ----------------------------------------------------- \| \| \| \| \| \| \| \| Muntenegreni \| Muntenegreni \| \| 71 \| 52,98% \| \| Sârbi \| Sârbi \| \| 49 \| 36,56% \| \| necunoscută \| necunoscută \| \| 2 \| 1,49% \| |              |  |    |        |
| Componența etnică conform recensământului din 2003 |              |  |    |        |
| |              |  |    |        |
| Muntenegreni | Muntenegreni |  | 71 | 52,98% |
| Sârbi | Sârbi        |  | 49 | 36,56% |
| necunoscută | necunoscută  |  | 2  | 1,49%  |